# Szenterzsébet (Románia)
Más jelentéseire ld. Szenterzsébet (egyértelműsítő lap). Ha egy hivatkozást követve kerültél ide, javítsd a hivatkozást az egyértelműsítő lapnak megfelelően.

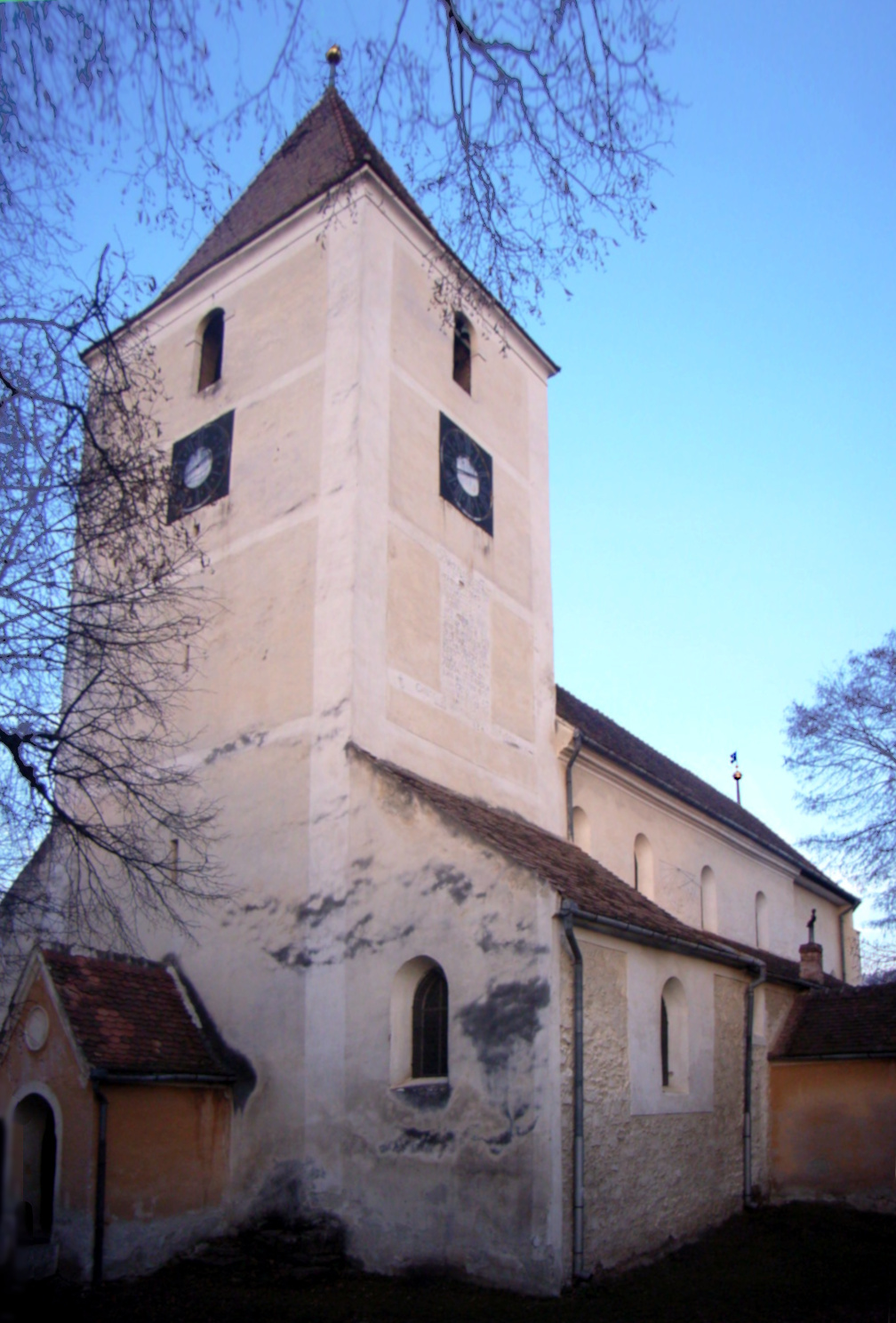
A szenterzsébeti evangélikus templom

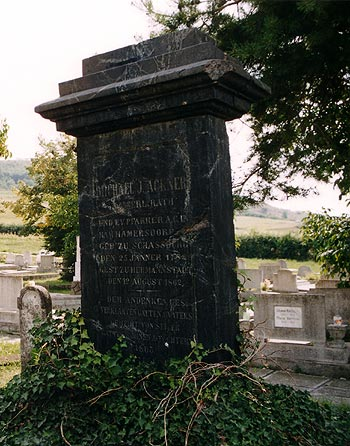
Johann Michael Ackner emlékköve

Szenterzsébet (románul: Gușterița, németül: Hammersdorf) egykor önálló település, ma Nagyszeben városrésze Romániában, Erdélyben, Szeben megyében.

## Fekvése
Magától Nagyszebentől északkeletre fekszik, attól a Szeben folyó és újabban a nagyszebeni körgyűrű felüljárója választja el.

## Nevének eredete
Német nevének előtagja a Humbert férfinév, amelyet népetimológiával később a 'kalapács' jelentésű Hammer szóhoz igazítottak. Román nevének alaptagja a gușter ('gyík') szó, szláv képzővel. Írásos névalakjai: Vmbertus, Villa Umberti és Villa Humberti (1309), Villa Hupardi (1332–35), Hammersdorf (1414), Hommolzdorph (1440), Gustericze (1733), Gusterica (1750), Szenterzsébet (1808). Magyar szövegben 1686-ban Hamostorf, 1709–12-ben homostorfi hegyen.

## Története
A településtől északkeletre, a Wartberg hegy teraszán 1870-ben nyolcszáz kilogrammnyi késő bronzkori bronztárgyat találtak: 18 bronzkardot, 9 lándzsát, 3 ép és 4 törött tőrpengét, 100 kis fejszét, 2 kétélű szekercét, 70 sarlót, 3 kalapácsot, több tokos és egyenes vésőt, számos fűrészpengét, kisebb-nagyobb karikákat, bronzgyűrűket, pikkelyeket, hajtűket, nagy vederszerű edényeket hallstatti jellegű fülekkel, állati (leginkább hattyú-) alakzatokkal.
Szebenszéki szász falu volt. Az első Szeben környéki szász települések közé tartozott. 1600-ban Basta, 1602-ben Báthory Zsigmond, 1658-ban és 1661-ben tatár és havasalföldi hadak, 1690-ben Thököly Imre serege pusztították. A 19. század végén az volt a híre, hogy szász lakói különösen módosak, és ezért rátartiak. Román lakóit a 20. században a părădaisâne csúfnévvel illették, mert sok paradicsomot termesztettek.
1910-ben 1741 lakosából 858 volt német, 817 román, 39 főként cigány és 25 magyar anyanyelvű; 836 evangélikus, 803 ortodox, 63 római és 33 görögkatolikus vallású.
1950-ben vagy 1954-ben csatolták Nagyszebenhez.

## Látnivalók
- Evangélikus temploma eredetileg háromhajós bazilikaként épült a 13. század elején. A 15. század végén kezdték átalakítani. Kerítőfala és azon belül a gótikus kápolna a 16. századból való. Tornya 1742-ben épült.[7]
- Az evangélikus paplak, mellette Johann Michael Ackner dolgozószobájával.

## Gazdaság
- Téglagyár.[8]

## Híres emberek
- 1605-től haláláig, 1613-ig itt volt lelkész Leonhard Basilius.
- 1764-től haláláig, 1785-ig itt volt lelkész Johann Seivert történetíró, költő.
- 1821-től haláláig, 1862-ig itt volt lelkész Johann Michael Ackner régész, természettudós.

## Képek

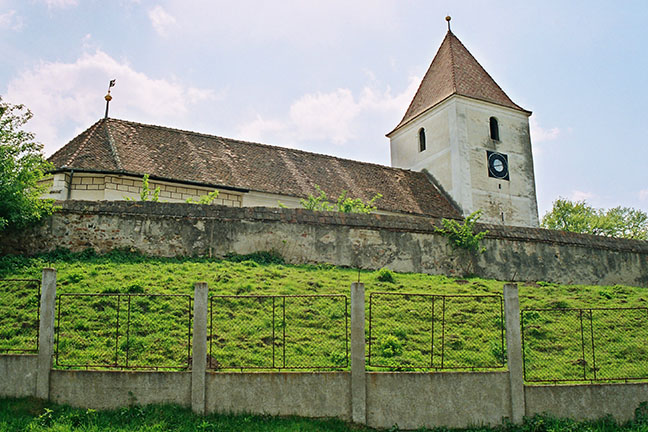
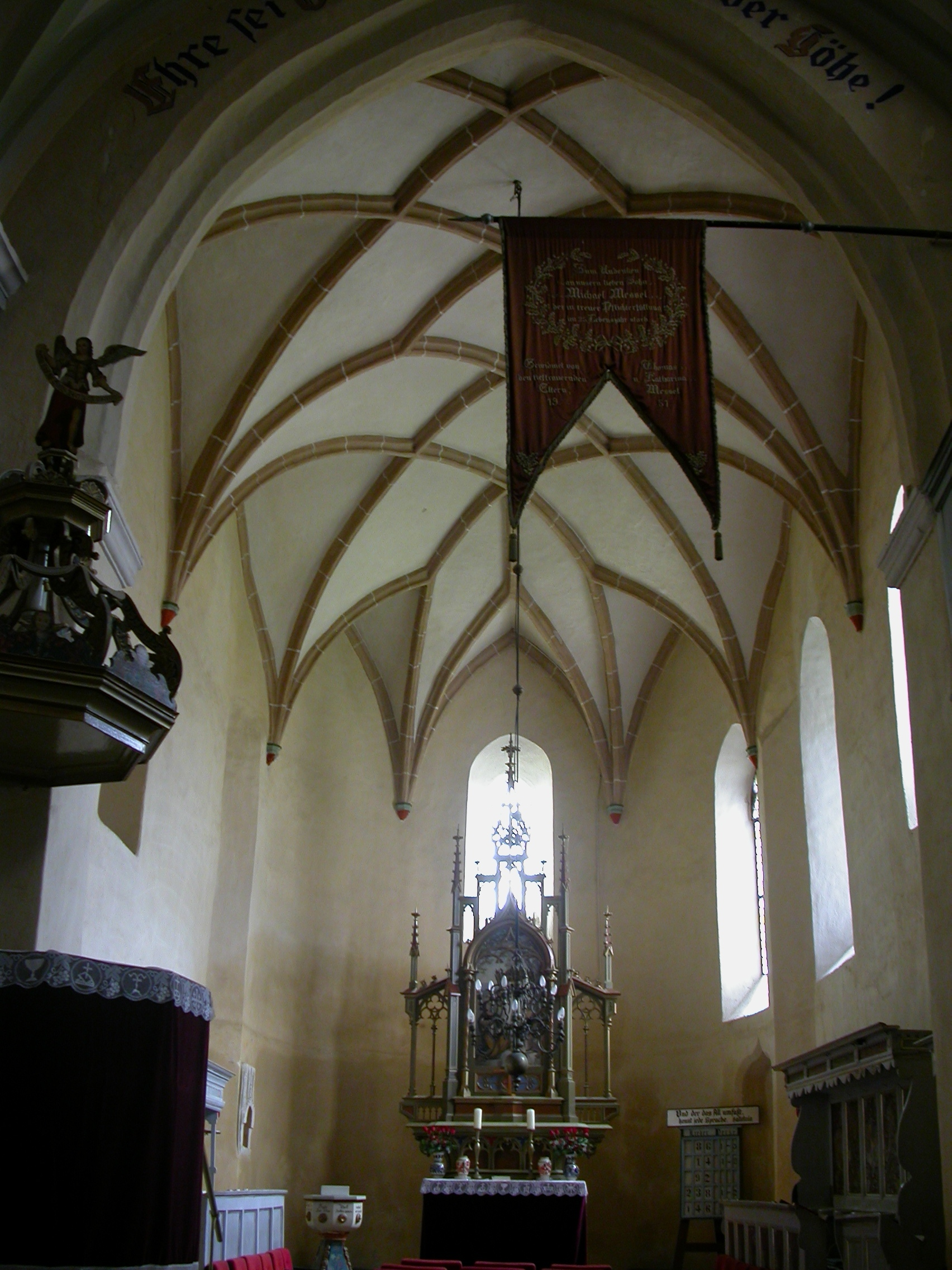
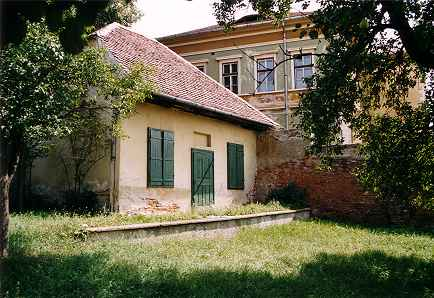
Ackner házikója
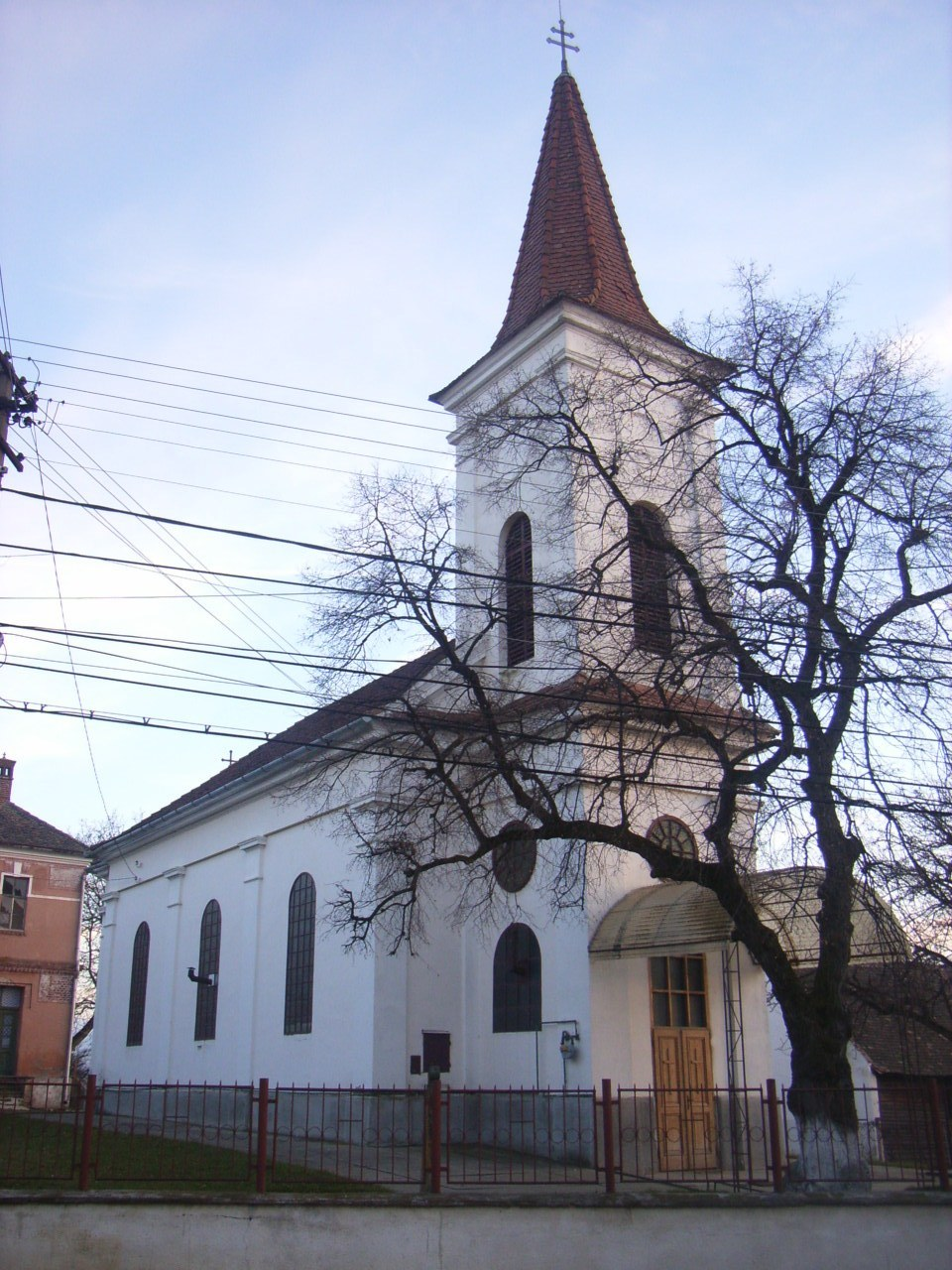
ortodox templom
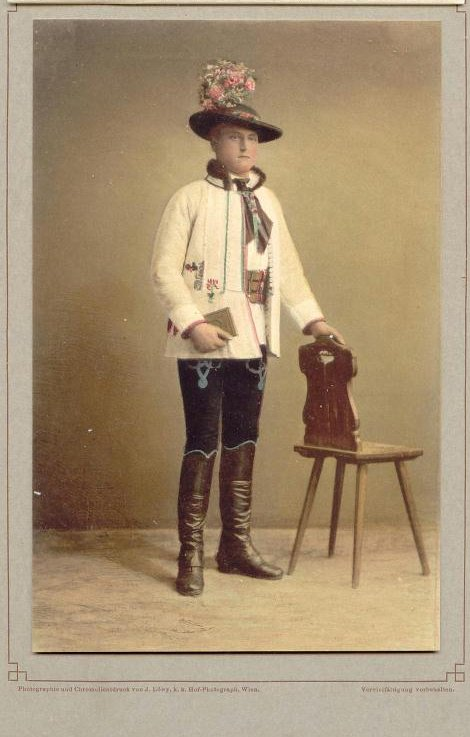
Férfi viselet (1882)